# ステタカントゥス
ステタカントゥスは、絶滅した軟骨魚類の属。デボン紀後期から石炭紀前期にかけて生息していたが、3億2320万年前頃に姿を消した。化石はヨーロッパや北アメリカで発見されている。なお、以前ステタカントゥス属のものとされていた、スコットランドから発見された完全な化石には後にアクモニスティオンという別属が与えられた。

## 名前
名前の由来はギリシャ語で「胸」を意味する“steth”と「脊椎」または「とげ」を意味する“akanthos”である。この名前が指しているのは、雄が持つ特徴的な鉄床状の背びれとその上に存在するとげである。